# Susanne Kleinert
Susanne Kleinert (* 1. April 1952 in Fürth) ist eine deutsche Romanistin. Von 1995 bis zu ihrer Pensionierung 2017 lehrte sie als ordentliche Professorin für Romanische Philologie und Literaturwissenschaft mit Schwerpunkt Italianistik an der Universität des Saarlandes in Saarbrücken.

## Leben
Susanne Kleinert studierte Romanistik und Politikwissenschaft in Erlangen und Paris. Nach der Promotion 1979 in Erlangen war sie von 1980 bis 1994 wissenschaftliche Mitarbeiterin und Assistentin an den Universitäten Erlangen, Mannheim und Saarbrücken. Nach der Habilitation in Saarbrücken 1994 war sie von 1995 bis 2017 in Saarbrücken Lehrstuhlinhaberin für Romanische Philologie und Literaturwissenschaft mit Schwerpunkt Italianistik (C 4). Sie engagierte sich auch als Mitglied des Senats der Universität des Saarlandes und war von 2007 bis 2009 Dekanin der Philosophischen Fakultät II. Im Oktober 2017 wurde sie pensioniert und zog nach Erlangen.
Zu den Schwerpunkten von Kleinerts Forschung gehören der italienische Roman des späten 19. und des 20. Jahrhunderts, Migrationsliteratur und Postkolonialismus in Italien, italienische Autorinnen der Gegenwart, die literarische Auseinandersetzung mit Modernisierungsprozessen und Geschlechterrollen sowie der hispanoamerikanische Roman des 20. Jahrhunderts.

## Schriften (Auswahl)

### Monographien
- Nicolas de Bonneville. Studien zur ideengeschichtlichen und literaturtheoretischen Position eines Schriftstellers der Französischen Revolution. Dissertation. Heidelberg 1981. ISBN 978-3533030096
- Die Fiktion der Geschichte: zur Konstruktion und Kritik des Historischen in zeitgenössischen italienischen und hispanoamerikanischen Romanen. Habilitationsschrift, Universität des Saarlandes 1994. ISBN 978-3-86223-086-0 (DNB).

Erweiterte und aktualisierte Fassung: Geschichte und Gedächtnis im Roman: Beispiele aus Frankreich, Italien und Lateinamerika 1970–2000. Saarbrücken 2020. (urn:nbn:de:bsz:291-universaar-1870)

### Aufsätze (Auswahl)
- Violenza, gender e subalternità in varie opere di Igiaba Scego, in: Paradigmi di violenza e transculturalità: il caso italiano (1990-2015): Atti del convegno internazionale a Villa Vigoni, 8-10 ottobre 2014, hg. v. Dagmar Reichardt, Rotraud von Kulessa, Nora Moll und  Franca Sinopoli, Berlin: Peter Lang 2017, S. 255–270.
- Aspetti ibridi nell’attuale letteratura postcoloniale e di migrazione in Italia, in: Studi comparatistici 20, X/2 (2017), S. 337–356.

Deutsche Fassung: Aspekte der Hybridisierung in der zeitgenössischen Migrations- und postkolonialen Literatur, in: Forme ibride e intrecci intermediali: Da Giotto e Dante alla narrativa e docufiction contemporanee. Hybridisierung der Formen und intermediale Verflechtungen: Von Giotto und Dante bis zur Gegenwartsnarrativik und Doku-Fiktion, hg. v. Christian Rivoletti, Julia Brühne, Christiane Conrad von Heydendorff, Giulia Fanfani, Berlin: Peter Lang 2022, S. 183–199.
- ’68 und die Folgen: Zwei Beispiele literarischer Thematisierung, in: Zibaldone: Zeitschrift für italienische Kultur der Gegenwart  65 (2018), S. 125–130.
- Gegen kulturelle Normativität: Erzählungen von Migration und Transkulturalität in Italien, in: Nonkonformismus und Subversion: Festschrift zu Ehren von Thomas Bremer,  hg. v. Martina Bender, Susanne Schütz, Peter Grüttner, Wettin-Löbejün: Verlag Janos Stekovics, 2020, S. 209–219.
- Wege und Umwege durch die romanistische Vielfalt, in: Ertler, Klaus-Dieter (Hrsg.): Romanistik als Passion: Sternstunden der neueren Fachgeschichte VII, Wien: LIT Verlag 2020, S. 219–237.
- Der Friedhof in Prag (Il cimitero di Praga), in: Umberto Eco-Handbuch: Leben – Werk – Wirkung, hg. v. Eric Schilling, Berlin: J. B. Metzler 2021, S. 207–214.
- Verschwörungstheorien, in: Umberto Eco-Handbuch: Leben – Werk – Wirkung, hg. v. Eric Schilling, Berlin: J. B. Metzler 2021, S. 367–369.
- Die Ambivalenz des Schreibens als Romanthema italienischer Autorinnen des 20. Jahrhunderts, in: Romanistische Zeitschrift für Literaturgeschichte : Cahiers d’Histoire des Littératures Romanes, 46, 3/4 (2022), S. 403–415.
- Erinnerungsschichten: Zur Thematisierung von ‘68 und der anni di piombo in Lidia Raveras Romanen, in: Geschichte(n) im Spiegel: Facetten italienischer Kultur – Festschrift für Richard Schwaderer zum 80. Geburtstag, hg. v. Martha Kleinhans und Daniel Reimann, Heidelberg: Universitätsverlag Winter, 2023, S. 119–136.